# Lumina (gmina)
Lumina – gmina w Rumunii, w okręgu Konstanca. Obejmuje miejscowości Lumina, Oituz i Sibioara. W 2011 roku liczyła 8948 mieszkańców.